# Norrbärke socken
Norrbärke socken ligger i Dalarna, ingår sedan 1971 i Smedjebackens kommun och motsvarar från 2016 Norrbärke distrikt.
Socknens areal är 498,91 kvadratkilometer, varav 453,60 land. År 2020 fanns här 8 181 invånare. Tätorterna Hagge och Gubbo samt tätorten och kyrkbyn Smedjebacken med sockenkyrkan Norrbärke kyrka ligger i socknen.  

## Administrativ historik
Norrbärke socken har medeltida ursprung där dock full oavhängighet från Söderbärke socken erhölls först 1646. 1941 överfördes ett mycket litet område från Norrbärke socken till Ljusnarsbergs socken i Örebro län samt ett annat, ej fullt så litet område från Ljusnarsbergs socken till Norrbärke socken.
Vid kommunreformen 1862 övergick socknens ansvar för de kyrkliga frågorna till Norrbärke församling och för de borgerliga frågorna till Norrbärke landskommun. Ur landskommunen utbröts 1918 Smedjebackens köping Landskommunen uppgick 1967 i köpingen som 1971 ombildades till Smedjebackens kommun.
1 januari 2016 inrättades distriktet Norrbärke, med samma omfattning som församlingen hade 1999/2000.
Socknen har tillhört fögderier, tingslag och domsagor enligt vad som beskrivs i artikeln Dalarna. De indelta soldaterna tillhörde Västmanlands regemente och Bergslags kompani.

## Geografi
Norrbärke socken ligger närmast öster om Ludvika kring sjöarna Norra Barken och Haggen samt Kolbäcksån. Socknen har odlingsbygd kring sjöarna och ån och är i övrig en sjörik kuperad skogsbygd med höjder som i norr når 365 meter över havet.

## Fornlämningar
Några boplatser från stenåldern samt tre gravrösen är funna.

## Namnet
Namnet (1372 Nordberkium) kommer från sjönamnet Barken som troligen innehåller barke, 'strupe' syftande på förträngningen mellan Norra och Södra Barken.

## Befolkningsutveckling
| Befolkningsutvecklingen i Norrbärke socken 1750–2020 | Befolkningsutvecklingen i Norrbärke socken 1750–2020 | Befolkningsutvecklingen i Norrbärke socken 1750–2020 | Befolkningsutvecklingen i Norrbärke socken 1750–2020 | Befolkningsutvecklingen i Norrbärke socken 1750–2020 |
| --- | ---------------------------------------------------- | ---------------------------------------------------- | ---------------------------------------------------- | ---------------------------------------------------- |
| |                                                      |                                                      |                                                      |                                                      |
| År |                                                      |                                                      | Folkmängd                                            |                                                      |
| 1750 | 1750                                                 |                                                      | 3 729                                                |                                                      |
| 1760 | 1760                                                 |                                                      | 4 119                                                |                                                      |
| 1769 | 1769                                                 |                                                      | 4 185                                                |                                                      |
| 1780 | 1780                                                 |                                                      | 4 018                                                |                                                      |
| 1790 | 1790                                                 |                                                      | 4 098                                                |                                                      |
| 1800 | 1800                                                 |                                                      | 4 473                                                |                                                      |
| 1810 | 1810                                                 |                                                      | 4 348                                                |                                                      |
| 1820 | 1820                                                 |                                                      | 4 377                                                |                                                      |
| 1830 | 1830                                                 |                                                      | 5 132                                                |                                                      |
| 1840 | 1840                                                 |                                                      | 5 088                                                |                                                      |
| 1850 | 1850                                                 |                                                      | 5 785                                                |                                                      |
| 1860 | 1860                                                 |                                                      | 7 003                                                |                                                      |
| 1870 | 1870                                                 |                                                      | 7 451                                                |                                                      |
| 1880 | 1880                                                 |                                                      | 7 570                                                |                                                      |
| 1890 | 1890                                                 |                                                      | 7 467                                                |                                                      |
| 1900 | 1900                                                 |                                                      | 8 295                                                |                                                      |
| 1910 | 1910                                                 |                                                      | 8 158                                                |                                                      |
| 1920 | 1920                                                 |                                                      | 9 282                                                |                                                      |
| 1930 | 1930                                                 |                                                      | 8 427                                                |                                                      |
| 1940 | 1940                                                 |                                                      | 7 915                                                |                                                      |
| 1950 | 1950                                                 |                                                      | 8 881                                                |                                                      |
| 1960 | 1960                                                 |                                                      | 10 091                                               |                                                      |
| 1970 | 1970                                                 |                                                      | 10 702                                               |                                                      |
| 1980 | 1980                                                 |                                                      | 10 667                                               |                                                      |
| 1990 | 1990                                                 |                                                      | 10 512                                               |                                                      |
| 2010 | 2010                                                 |                                                      | 8 192                                                |                                                      |
| 2020 | 2020                                                 |                                                      | 8 181                                                |                                                      |
| Anm: Källor: Umeå universitet - Tabellverket 1749-1859, Demografiska databasen, CEDAR, Umeå universitet, Befolkning per församling, Folkmängden per distrikt, landskap, landsdel eller riket efter kön. År 2015 - 2022. |                                                      |                                                      |                                                      |                                                      |